# Johann Friedrich von Rehren
Johann Friedrich von Rehren (rusko Иван Богданович Ререн), ruski general baltsko-nemškega rodu, * 1775, † 1813.
Bil je eden izmed pomembnejših generalov, ki so se borili med Napoleonovo invazijo na Rusijo; posledično je bil njegov portret dodan v Vojaško galerijo Zimskega dvorca.

## Življenje
4. decembra 1792 je kot podporočnik končal Artilerijsko in inženirsko vojaško šolo ter bil dodeljen 1. pomorskemu bataljonu. Leta 1798 je postal poveljnik grenadirskega bataljona in 5. marca 1803 je postal poveljnik Schlisselberškega mušketirskega polka. 23. aprila 1806 je bil povišan v polkovnika. 
Udeležil se je vojne proti Francozom (1806-07) in proti Turkom (1808-11). 31. avgusta 1811 je bil imenovan za brigadnega poveljnika in 15. septembra 1813 je bil povišan v generalmajorja.
Smrtno je bil ranjen med bitko za Leipzig.